# Musée du papier peint de Rixheim
Le musée du papier peint de Rixheim est un musée français situé à Rixheim (Haut-Rhin). Consacré à l'histoire du papier peint, il est directement issu de la présence sur la commune de l'industrie du papier peint depuis 1797, date d'installation de la manufacture Hartmann Risler & Cie, qui devient en 1802 la manufacture Zuber & Cie .
Le musée est aménagé dans l'aile droite de l'ancienne commanderie des chevaliers teutoniques – inscrite aux Monuments historiques depuis 1946 –, un site qu'il partage avec la fabrique elle-même, toujours en activité, et l'hôtel de ville.

## Histoire

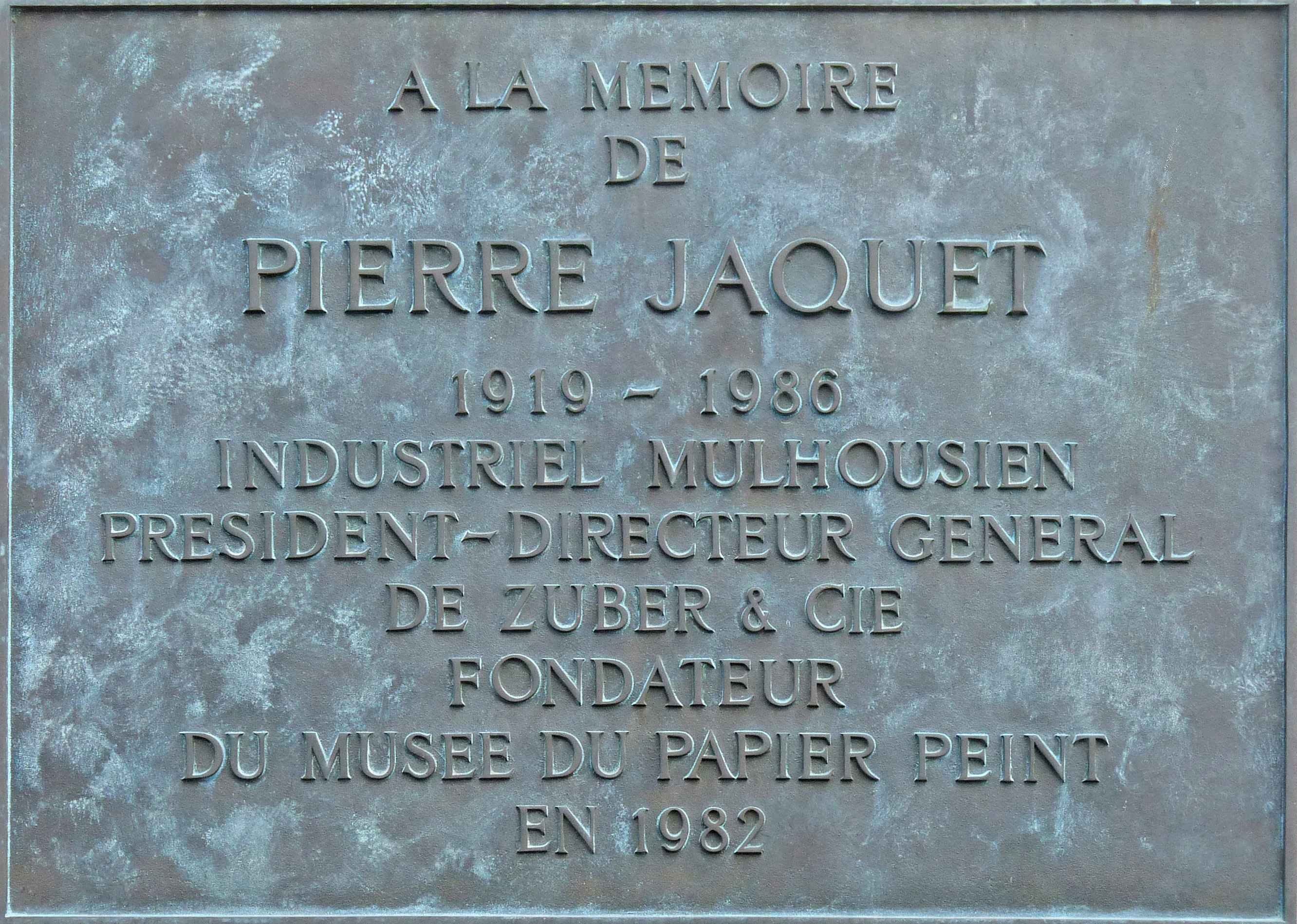
Plaque à la mémoire du fondateur Pierre Jaquet

L'idée de créer un  musée du papier peint à Rixheim est née d'une rencontre en 1969 entre Jean-Pierre Seguin (1920-2014), directeur du cabinet des estampes de la Bibliothèque nationale et Pierre Jaquet (1919-1986), PDG de la manufacture Zuber. Le musée est né officiellement le 23 septembre 1982 et a ouvert au public le 24 septembre 1983.
Le fonds initial a été enrichi d'acquisitions successives, comme celle du fonds Claude frères – un ensemble international couvrant la période 1870-1900 – qui se trouvait à l'origine au Musée de l'impression sur étoffes de Mulhouse.

## Collections
Le musée abrite une collection représentative de l'histoire occidentale du papier peint avec des documents du 18e au 21e siècle, de plusieurs pays, chefs-d'œuvre ou  productions courantes reflétant l'évolution de la décoration des intérieurs. Les papiers peints panoramiques de la première moitié du 19e ont fait la réputation de la manufacture de Rixheim mais elle n'était pas la seule à en fabriquer (voir par exemple Les Sauvages de la mer du Pacifique). Huit d'entre eux sont présentés de manière permanente, par exemple L'Eldorado, L'Hindoustan et surtout Les vues d'Amérique du Nord, qui connaît une notoriété internationale depuis qu'un exemplaire en a été posé dans le salon de réception des diplomates à la Maison-Blanche en 1961-1962. Il s’agit d’un exemplaire ancien du milieu du 19e siècle retrouvé dans une maison en démolition dans le Maryland acquis par l’association américaine des décorateurs,The National Society of Interior Design (NSID) puis offert au musée de la maison Blanche sous la présidence Kennedy.

## Expositions temporaires
Liste non exhaustive.
- Deux siècles de costumes et de papiers peints : 1730-1930 (8 juin-1er octobre 1990), en collaboration avec le château-musée de Blois
- La nature domestiquée : paysages d'Henri Zuber (1844-1909) (5 mars-6 juin 1994)
- Un Tournant du goût : le papier peint autour de 1797 (12 juillet 1997-1er mars 1998)
- Papiers peints de la première moitié du XIXe siècle (29 mars 2008-1er mars 2009)
- Papiers peints de la seconde moitié du XIXe siècle (11 décembre 2010-1er novembre 2011)
- Au Royaume des petits princes - Le papier peint pour chambre d'enfant (8 octobre 2011-31 décembre 2012)
- Zoomer/Dézoomer - Motifs et matières dans le papier peint du 18e siècle à nos jours (9 juin 2012-13 septembre 2013)
- Japonismes - L’empire du soleil levant dans le papier peint de 1860 à nos jours (23 mars 2013-30 avril 2014)
- Papier peint et art nouveau : création , production, diffusion (26 avril 2014-15 mai 2015)
- Enrichir, Développer, Accroître 30 ans d'acquisitions au Musée du Papier Peint (28 mars 2015-28 février 2017)
- Made in France - Le papier peint en 2015 (12 juin 2015-31 octobre 2016)
- Tour d'horizons, paysages - Paysages en papier peint (3 décembre 2016-31 décembre 2017)
- Papiers peints du futur (1er avril 2017-31 décembre 2018)
- Le papier peint au fil des saisons (28 juin 2019 – 31 janvier 2021)
- Perspectives, quand le mur s’habille d’architecture (18 juillet 2020 – 14 mars 2021)